# Les Maîtres fous
Pour plus de détails, voir Fiche technique et Distribution.
Les Maîtres fous est un documentaire ethnographique français réalisé par Jean Rouch, sorti en 1955.
Le cinéaste québécois Pierre Falardeau réutilise des images de ce documentaire dans son propre film Le Temps des bouffons, en apposition à sa critique de la colonisation britannique au Québec.

## Synopsis
Le documentaire illustre les pratiques rituelles de la secte religieuse des Haoukas (en), une secte originaire du Niger - telles que pratiquées par des immigrés pauvres d'Accra (Ghana). Ces rites consistent en l'incarnation par la transe des figures de la colonisation (le gouverneur, la femme du capitaine, le conducteur de locomotive, etc.) et s'organise autour d'une confession publique, de chorégraphies frénétiques et de sacrifices d'animaux (poules, chien).
Jean Rouch expliquera que « ce jeu violent n'est que le reflet de notre civilisation. »
Le film fut interdit par l'administration française dans le territoire du Niger, puis également, par l'administration britannique, au Ghana et dans d'autres colonies britanniques.

## Fiche technique
- Titre : Les Maîtres fous
- Réalisation : Jean Rouch
- Pays d'origine :  France
- Format : 16 mm - couleur
- Durée : 36 minutes
- Date de sortie : France - 1955

## Réalisation et débats
Le tournage est effectué par Jean Rouch avec une caméra 16 mm Bell & Howell dont la particularité est de devoir être remontée toutes les vingt-cinq secondes. Cette contrainte est considérée par Jean Rouch comme un avantage qui lui permet de réfléchir, pendant qu'il remonte sa caméra, au meilleur angle de caméra pour la prise suivante. Le son est enregistré de manière non-synchrone avec un microphone Melodium suspendu à un arbre. Le micro est relié à un enregistreur de son Acemaphone pouvant contenir environ trente minutes d'enregistrement. La gestion de l'enregistrement sonore est confiée à Damouré Zika. Les membres de l'équipe de tournage ne comprennent pas ce que disent les Haukas pendant la cérémonie, mais filment et enregistrent.
Revenu au Musée de l'Homme à Paris, Jean Rouch projette les rushs du tournage à plusieurs personnalités du monde de l'ethnologie et du cinéma, dont notamment Marcel Griaule, Paulin Soumanou Vieyra et Luc de Heusch. Cette projection est réalisée sans aucun son et Jean Rouch improvise un commentaire des images depuis la cabine de projection. Le public réagit très négativement. Marcel Griaule et Paulin Soumanou Vieyra se montrent scandalisés et demandent à Jean Rouch de détruire le film. Luc de Heusch est d'un autre avis et déclare à Rouch : « Jean, ne les écoute pas, ce film sera un classique dans quelques années ». Le réalisateur considère pour sa part que « Ceux qui avaient été mis en rage l'étaient pour des raisons opposées : les Blancs ne pouvaient pas admettre leur image jouée par des Africains qui les montraient de manière à la fois déprimante et terrifiante, et les Noirs ne supportaient pas, de leur côté, la fin du film où les gens étaient couverts de sang. Pour les uns, c'était un film sur les sauvages, et pour les autres un film d'insulte ! ».
Alors que la situation semble complexe à dénouer, Jean Rouch est contacté par Pierre Braunberger qui s'intéresse à son travail. Ce dernier l'invite dans sa maison de campagne en compagnie du réalisateur américain Jules Dassin. Jean Rouch projette de nouveau les rushs du film en improvisant un commentaire. Jules Dassin déclare à l'issue de la projection : « C'est un film passionnant » et imagine ce qu'il pourrait devenir une fois monté avec l'ajout du son : « Si Jean arrive à refaire le commentaire qu'il vient de dire, c'est parfait ». Pierre Braunberger fait agrandir la pellicule 16 mm pour travailler sur une pellicule classique au format 35 mm. Le travail de montage est confié à Suzanne Baron. La resynchronisation du son lors du montage est faite en compagnie de Jean Rouch.
Jean Rouch commente ultérieurement : « Restait le problème du commentaire. Il se trouve que les Haukas parlaient une langue que j'avais essayé de transcrire, mais je n'arrivais pas à en dresser le vocabulaire. Moukalya, « l'homme tranquille » du film, nous dit alors au bout de deux jours qu'il pouvait parfaitement nous expliquer ce qu'exprimaient les Haukas. On a donc enregistré son interprétation phrase par phrase. (...) C'est ce que les linguistes appellent une « glossolalie » formée au moment du mélange des langues. C'est une langue que l'on peut interpréter mais pas traduire mot à mot. (...) On avait obtenu grâce à Moukayla un texte qui donnait l'interprétation de ce qui était filmé. C'était en somme le scénario : je savais dorénavant tout ce qui s'était passé devant ma caméra. On traduisit avec Damouré Zika le sens de ce rituel en français et ce texte devint le point de départ de mon commentaire ».
Le commentaire définitif, constituant la voix off du film, est enregistré par Jean Rouch au Musée de l'Homme avec l'appui technique d'André Cotin. Ce dernier demande au réalisateur de faire son commentaire en se tenant debout, sans lire ses notes pour gagner en spontanéité : « Je t'ai entendu raconter ton truc, dis-le tel quel » demande-t-il à Jean Rouch. L'enregistrement est fait avec un microphone Melodium et un enregistreur Ampex. « Je me suis donc lancé dans une forme de nouvelle glossolalie moi-même, inventant un texte en essayant de bien placer ma voix, et avec la peur de faire des fautes de français, des fautes de sens, ou d'oublier des choses. Mais l'émotion passait, et c'était l'essentiel » commente Jean Rouch ultérieurement. À l'issue de la prise de son, il demande à faire une seconde prise pour y ajouter un élément, mais André Cotin refuse : « Non, c'est parfait comme ça ».
Le film monté avec le son et le commentaire en voix off est envoyé par Pierre Braunberger au festival de Venise où il reçoit un prix.  Il est ensuite projeté à La Pagode (Paris). Les réactions sont contrastées. Un ami sénégalais de Jean Rouch lui fait part de sa gêne : « Quand je suis sorti du film, j'avais l'impression que tout le monde me regardait en se disant : Ah en voilà encore un qui va manger du chien ! ». Des membres de la revue Présence africaine, liés à Paulin Soumanou Vieyra, convoquent Jean Rouch et lui demandent : « Est-ce que tu nous assures qu'il n'y a aucune mise en scène dans le film ? » Jean Rouch le leur confirme. « Alors à ce moment-là, nous te libérons ».
Le film a été critiqué par la droite en raison de son anticolonialisme,.

## Récompense
- Grand Prix de la Biennale internationale du cinéma de Venise - Film Ethnographique, Mostra, 1957